# Diego Peano
Diego Peano (Pesaro, 19 febbraio 1941) è un cantante italiano.

## Biografia
Inizia la sua carriera di cantante a Pesaro, esibendosi nei locali della città e della riviera adriatica finché non viene ascoltato da Teddy Reno e Rita Pavone che lo portano al Festival degli sconosciuti di Ariccia del 1963. Poi, prodotto da Ricky Gianco, firma un contratto con la Jaguar che lo fa debuttare nel 1964 con il singolo "Ho deciso così".
Nel 1965 è nel cast di Questi pazzi, pazzi italiani, un film musicarello italiano del 1965, sceneggiato e diretto da Tullio Piacentini. Nel 1966 partecipa a Un disco per l'estate con il brano You and Me. Nel 1967-68, per un anno, canta al Derby Club, il più famoso e importante cabaret di Milano, facendo parte della squadra Jannacci - Cochi e Renato - Teo Teocoli - Bruno Lauzi - Felice Andreasi - Walter Waldi etc etc... Nello stesso anno cambia etichetta passando alla Ri-Fi: quest'ultima etichetta lo fa partecipare dapprima al Cantagiro 1969 con il brano Proibito ottenendo un discreto successo. Poi a Settevoci e a "Chissà chi lo sa" e nel 1970 al Un disco per l'estate con il brano Gabbiano blu, scritto da Ermanno Parazzini. Nel 1974 egli conclude la sua breve carriera di cantante per intraprendere quella di discografico in due importanti etichette del periodo, la CBS Dischi e successivamente alla Fonit Cetra dove lavorerà nel settore artistico prima e poi nel settore promozione stampa e pubbliche relazioni.

## Discografia
Singoli
- 1964 – Ho deciso così/Brina
- 1966 – You and Me/Eri la mia ragazza, di Antonio De Paolis, Luigi Tortorella e Luciano Beretta[1]
- 1968 – Fedeltà/Proibito
- 1969 – Proibito/Il mondo è tutto qui
- 1969 – Farfalla/Ciao te ne vai
- 1970 – Gabbiano blu/Valentina in punta di piedi

## Filmografia
- Questi pazzi, pazzi italiani, regia di Tullio Piacentini (1965)